# Rivière Jeannie
 (juillet 2020).
 (août 2020).
La rivière Jeannie est une rivière située dans l'extrême nord du Queensland, en Australie.

## Description
Le cours supérieur de la rivière prend sa source dans la Cordillère australienne, dans la partie nord de la péninsule de Cape York, en Terre aborigène de Kalpowar, au nord-ouest de Hope Vale et à l'ouest de Starke. La rivière coule en direction du nord-est à travers un pays essentiellement inhabité, au-delà de Lagoon Prospect, puis pénètre dans le parc national du Cap-Melville pour finalement se déverser dans la mer de Corail, presque à côté de l'île d'Howick. La rivière descend de 230 mètres sur son parcours de 43 kilomètres.
La rivière a un bassin versant de 3 638 km2 qui recueille les eaux des rivières sauvages Jeannie, Howick et Starke, et comprend 175 km2 de zones humides estuariennes.